# マクシミリアン1世 (神聖ローマ皇帝)
マクシミリアン1世（ドイツ語: Maximilian I., 1459年3月22日 - 1519年1月12日）はオーストリア大公ハプスブルク家6人目のローマ王（ドイツ王、在位：1486年 - 1493年)、そして1508年からは神聖ローマ帝国史上初めてローマで戴冠式を挙げることなく選ばれしローマ皇帝を名乗り以後のローマ王もこれに倣い皇帝を称した。また諸侯の要請を受け帝国を領邦国家連邦として法制化し、帝国の範囲を｢ドイツ国民の神聖ローマ帝国」という国号でドイツに限定した。治世を通して皇帝と帝国の権威は縮小したが、一方で一諸侯としては自身と子・孫の結婚政策で成功をおさめてハプスブルク家の隆盛の基礎を築きマクシミリアン大帝（Maximilian der Große）と称される。また武勇に秀で体躯に恵まれ、芸術の保護者であったことから、中世最後の騎士（the Last Knight 独：der letzte Ritter）とも謳われる。ハプスブルク家ならではの多民族国家の姿が、マクシミリアン1世の時代に生み出されていった。

## 生涯

### 生い立ち

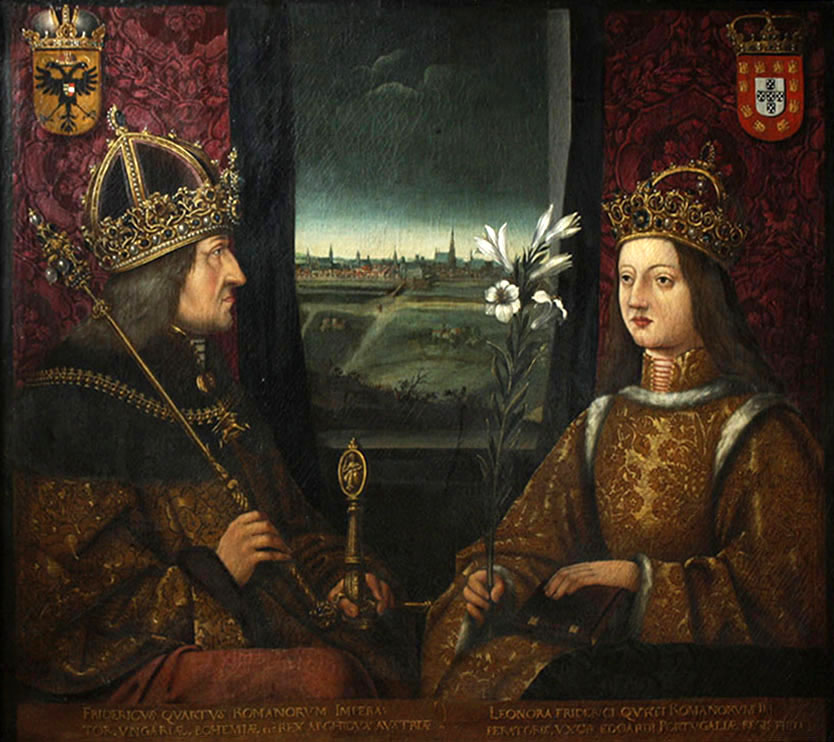
フリードリヒ3世と皇后エレオノーレ

14、15世紀当時、神聖ローマ皇帝位は実態を伴わない官職の一つと化し、ドイツ圏には領邦国家が乱立していた。このような時代の中、勢威ある選帝侯たちに祭り上げられる形で、1440年、凡庸なハプスブルク家のフリードリヒがローマ王となる。1452年3月16日、ローマで教皇ニコラウス5世によって、ポルトガル国王ドゥアルテ1世の王女で15歳のエレオノーレと結婚式を執り行う。そして3月19日、教皇の手により戴冠した。
海洋国として裕福だったポルトガルから嫁したエレオノーレに、ノイシュタットの宮廷は陰鬱であり、またフリードリヒ3世との年齢差や迷信深く寡黙な性格に失望する。長男の夭折を経て、結婚7年後の1459年3月22日、待望久しい皇子マクシミリアンが誕生するが、フリードリヒ3世の子ではないと噂された。
フリードリヒ3世も皇子誕生を喜び、占い師に皇子の将来を占わせると、次のような結果を得た。
| 「                                                                  | 充実した、楽しい、意気盛んな人生。戦いにつぐ戦い。辛苦。雄大な計画。胸はずむような期待。幾度かの幻滅。しかし赫々たる勝利の連続。 | 」 |
| —江村洋 『中世最後の騎士 皇帝マクシミリアン1世伝』 中央公論社、p.20 | |    |

マクシミリアン1世の生涯において、この予言はほぼ現実となった。また、数々の打撃の都度、彼自身「暗い星座」のためと発言したとされる。

### 少年時代

#### 母后の影響
マクシミリアンが3歳の1462年8月、父帝フリードリヒ3世に対し、野心家の叔父アルブレヒト6世（オーストリア大公）が叛乱をしかけ、混乱に対処しない皇帝に対しアルブレヒトに煽動され、ウォルフガング・ホルツァーを筆頭に市民が議会に殺到し、マクシミリアンと母后エレオノーレはウィーンの王宮に幽閉される。アルブレヒトがウィーンを支配するが、ほどなく死去し、ホルツァーも処刑され、再びフリードリヒ3世がウィーンを治めた。
マクシミリアンは言語面での発達が遅く、5歳まで言葉を喋れなかった。母后の期待を一身に背負い成長するが、彼女はマクシミリアンが8歳のときに逝去した。マクシミリアンの社交的で明るい性格や芸術・学問への関心は、母エレオノーレの影響が大きいとされる。一方、母の早世により信仰心は深まり、父帝同様に錬金術や迷信にも関心を持った。

#### 若き「騎士」として
マクシミリアンは父フリードリヒ3世が付けたスコラ学の家庭教師に関心を示さず、一方、乗馬をはじめあらゆる武芸に秀でた。親しい学友にウォルフガング・フォン・ポルハイムらの名前が残る。
マクシミリアンは騎士道物語や年代記、紋章学などに関心を持ち、宮廷にかつて出仕していたカスパール・シュリックやエネアス・シルヴィウス・ピッコローミニ（後の教皇ピウス2世）らの書物による影響を受けた。
10代に成長したマクシミリアンは、眉目秀麗な若者となり、その話術は多くの人を惹きつけた。結婚直前まで唯一の妹クニグンデの侍女であるロジーナ・クライクに思いを寄せていたとされる。

#### ブルゴーニュ公家との縁談

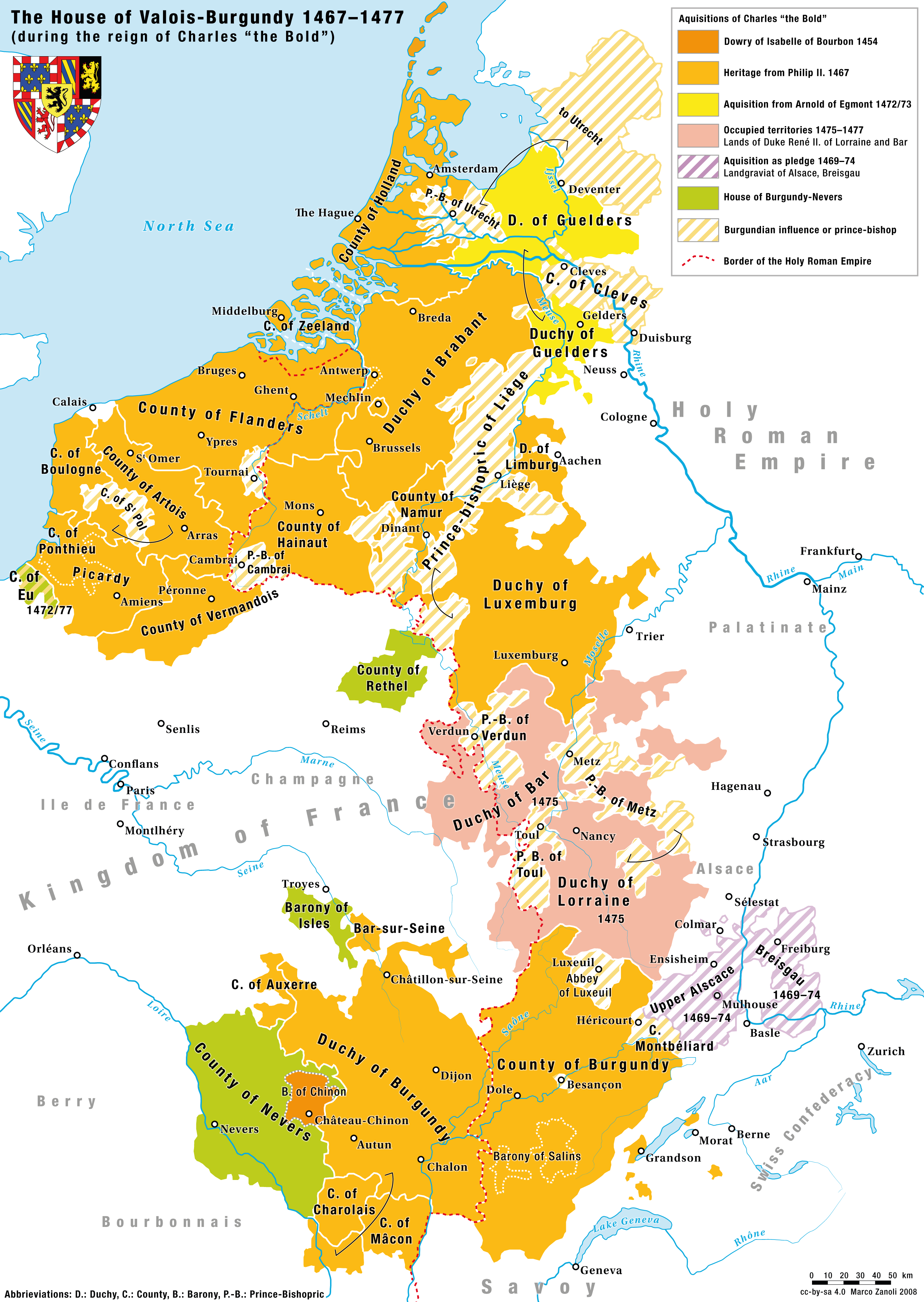
1470年代のブルゴーニュ公国の版図

当時のブルゴーニュ公国は、現代のフランスのブルゴーニュ地方、ロレーヌ地方（独：ロートリンゲン)、またベルギー・オランダ・ルクセンブルク（ブルゴーニュ領ネーデルラント）にまたがる広大な範囲で、かつ毛織物産業を中心とした貿易で経済的に繁栄し、北方ルネッサンス文化の中心地であった。
野心家のブルゴーニュ公シャルル（突進公/テメレール）は武力によってさらなる勢力拡大（ブルゴーニュ戦争）と、公爵からの昇格を目指していた。シャルル突進公の唯一の子女でブルゴーニュ公国の相続人マリーには、数多くの縁談申し込みがあったが、シャルル突進公は王または皇帝位に近づけるという望みから、マリーとマクシミリアンの縁談に関心を示す。
1473年9月30日、皇帝フリードリヒ3世とシャルル突進公は、トリーアで会談し、対仏政策やオスマン討伐を議論することとした。皇帝側は14歳のマクシミリアンと1000人の従者を引き連れ、またシャルル突進公も1万人を超す兵力とともに贅を尽くして皇帝一行を歓待した。シャルル突進公は、マクシミリアンのことを非常に気に入り、ブルゴーニュの経済力を盾に、2人の縁談と自身のローマ王指名をまとめようとする。しかし、フランス王国および帝国諸侯の反発を招く恐れがあり、フリードリヒ3世は慎重になり、11月24日に密かに皇帝とマクシミリアン、宰相レープヴァイン、マクシミリアンの学友と従者2名のわずか6名でモーゼル川を下ってコブレンツへ逐電した。
激怒したシャルル突進公は、ブルゴーニュ戦争において帝国に報復するが、戦いが膠着すると、1476年4月になって、ローマ王指名の要望を取り下げ、マリーとマクシミリアンの婚約のみを再度申し込んだ。一方の皇帝側も、ハンガリー国王マーチャーシュ1世にウィーンをはじめニーダーエスターライヒを陥落させられ敗走しており、縁談は難無くまとまった。
マクシミリアンは皇帝の親書と自身の肖像画をヘント（仏：ガン、独：ゲント）に送る際、ダイヤモンドの指輪を贈り、マリーも感謝状と指輪を贈った。このやり取りを婚約指輪の起源とする説がある。

### ブルゴーニュ公

#### ブルゴーニュ継承戦争

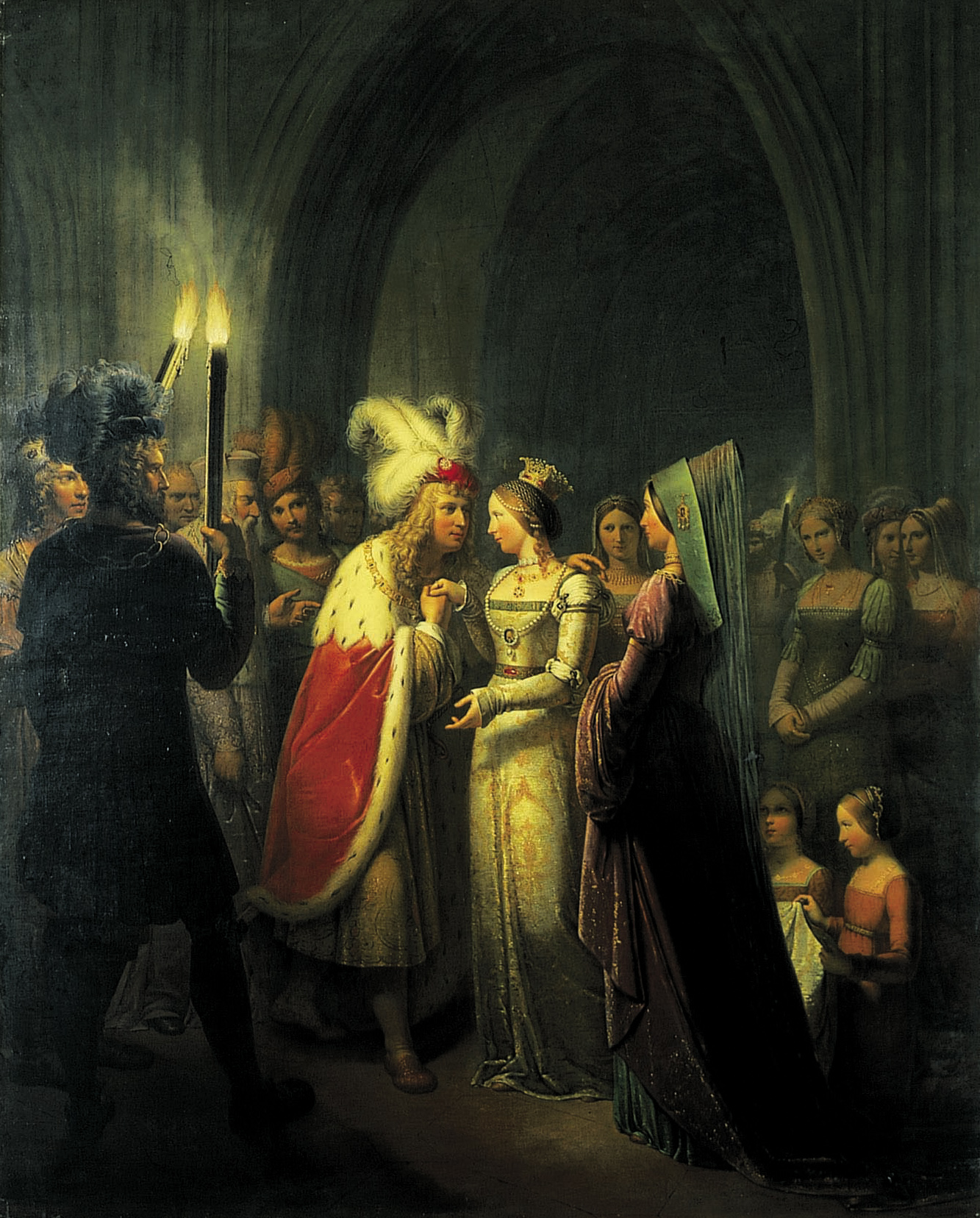
マリーとの対面（19世紀画）

1477年1月5日、シャルル突進公はナンシーの戦いで戦死し、ブルゴーニュ公国内は大混乱に陥った。国内では専制的だったシャルル突進公への不満が蓄積していた貴族や商人が権利の拡大を画策し、さらにフランス国王ルイ11世もブルゴーニュ公爵領・フランシュ＝コンテを接収し、ネーデルラントに程近いピカルディー、アルトワを占拠した。こうした事態に、ネーデルランド各地でも反乱が起こり、同年2月11日には、大特許状を容認せざるを得なくなる。忠臣を処刑され、義母マルグリット妃とも引き離され孤立無援のマリーは、3月26日付でマクシミリアンに救いを求める手紙を出す。
何とか現金を都合した皇帝は、5月21日にマクシミリアンをウィーンから見送る。マクシミリアン一行は各地で歓迎を受け、特に大都市ケルンでは、後に将軍として活躍するバーデン辺境伯クリストフ1世やザクセン公爵アルブレヒト3世と初めて対面する。ケルンで資金が尽きるが、マルグリット妃の援助により窮地を脱し、8月18日深夜、一行はヘントに到着し、マリーと対面する。2人は言葉こそ通じなかったが、互いに愛しあい、その夜のうちに床入りしたことを記録する文書が残っている。翌8月19日早朝、同地の聖バーフ大聖堂で挙式した。
結婚式の10日後から、マクシミリアンはマリーとともに領内を歴訪する。裕福な美術品や宝飾品に比し、現金は不足している現状を目の当たりにし、次々に資産を売却せざるを得なかった。結婚2か月後には、逆に父帝に対し金銭援助を求めている。また、ルイ11世に対しては毅然とした態度で臨み、ネーデルラントの州議会や皇帝フリードリヒ3世の支援を迅速に取り付けたため、ルイ11世は9月18日に休戦と都市の返却を申し出た。
当初、マリーとは上流階級の教養語であったラテン語でコミュニケーションを取っていたが、安定な統治のために間もなくマリーからフランス語を、宮廷付きの婦人から現地語のフラマン語を学び、やがてそれぞれの言語を母国語のように理解し、読み書き出来るようになった。
翌1478年5月、ルイ11世は休戦を破ってエノー（独：ヘンネガウ）に侵攻して戦端を開く。これがマクシミリアンにとって初陣となるが、勝利を収める。6月22日には長男フィリップが誕生した。嫡男の誕生により、『入婿』『外国人』であるマクシミリアンの公国での地位は盤石となった。
しかし、ルイ11世は通商に介入したり、国境近くの穀物を刈り取るなどし、ブルゴーニュ公国では反仏の機運が高まっていた。そして、フランス軍はアルトワに侵入し、1479年8月7日にギネガテの戦いが行われた。この戦いでは、歩兵の密集方陣を採り、ルイ11世のフランス騎士団を撃破してフランドルの領土を確保したが、これがハプスブルク家とフランス王家の確執の始まりとなった。
マクシミリアンはフランドルおよびブラバントから兵を召集したが、軍事展開上必要なスイス傭兵を確保出来ず、現在の南ドイツからも傭兵を募り、スイス式の武装と戦陣の展開の訓練を施した。これがランツクネヒトの始まりといわれるが、この名称が用語として定着するのは1480年代半ばである。給金の支払いが困難なため、戦いに勝利しながらも、フランス軍を追撃することはできなかった。
こうしてマクシミリアンは、いまだ国内の不安要素を完全には払拭できないものの、シャルル突進公戦死以来の混乱を収拾し、公国の統治に成功した。

#### 幸福な結婚生活

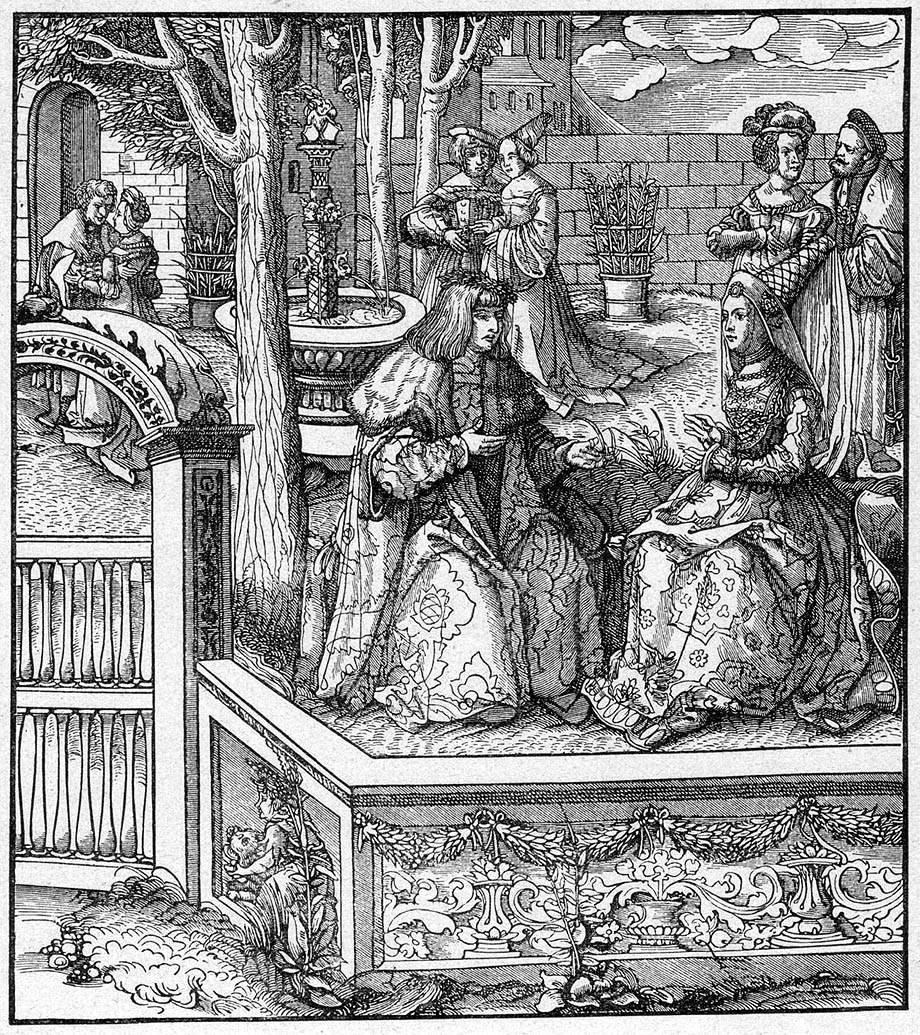
言葉を教え合うマクシミリアンとマリー（『白王伝』より）

マクシミリアンは、当時辺境の地であったウィーンと比較し、ブルゴーニュ公国の繁栄に驚かされた。フランドル地方の貿易は盛んであるが、土砂の堆積により港湾機能を失いつつあるブルッヘ（ブリュージュ）に代わりアントウェルペンを拡大するなど、産業育成と貿易振興にも取り組んだ。宰相にはカロンドレを任命した。また、改革を通じてブルゴーニュの中央集権化を進めようとし、君主としても才覚を示し始めた。
1480年に長女マルグリットが、1481年に次男フランソワ（夭折）が立て続けに誕生した。政略結婚ではあったものの、マリーとの仲は、後世のマリア・テレジアとフランツ・シュテファン夫妻と並び称されるほどに円満で幸福だった。マリーは同時代には珍しく活動的な女性で、常にマクシミリアンについて乗馬や狩猟、スポーツを楽しんでいた。マクシミリアンはマリーに心酔し、彼女の自慢を故郷の学友に書き送っている。
1482年3月上旬、第4子を懐妊中のマリーは、当然の如く夫の白鷺猟に同伴し、そして落馬事故により重体となり、流産の末、3月27日に死亡する。死に先立つ3月24日、瀕死のマリーは「フィリップとマルグリット2人を公国の相続人に指定し、嫡男フィリップが15歳に達するまでは夫マクシミリアンをその後見人とする」遺言を認め、さらに3月27日、家臣に夫マクシミリアンに仕えるよう直々に言い残した。その夜、マクシミリアンが手を握ったままマリーは25歳で逝去した。

#### 摂政として
マリーの死後、フィリップが公位を継承してマクシミリアンが摂政になると、フランス国王ルイ11世の煽動により公国内のヘント、ブルッヘ、イーペルを初めとする各地で反乱が起こった。さらに国境に軍を進め、他都市への煽動を継続した。父帝フリードリヒ3世もハンガリーを巡る抗争によって本拠地を転々とさせており、フリードリヒ3世どころかドイツ諸侯の支援を受けられる状況になかった。計略に追い詰められたマクシミリアンは、同1482年12月に締結されたアラスの和約によって、2歳のマルグリットをフランス王太子シャルル（後のシャルル8世）と婚約させられ、さらに次の項目を認めざるを得なかった。
- 婚資として、フランシュ＝コンテ、アルトワ、シャロレーを割譲
  - 上記の領地は、シャルルとマルグリットに嗣子が無ければフィリップが継承する
    - フィリップに嗣子が無ければ、フランス領となる

また、フィリップも急進的なヘント市民の下で養育されることとなった。しかし、マクシミリアンは摂政の地位を事実上剥奪されながらも、オーストリアへ帰郷せず、ヘントをはじめとするブルゴーニュ内の反ハプスブルク派の都市や諸侯、フランス王（ルイ11世と次代のシャルル8世）との間で旧ブルゴーニュ所領を巡る戦争を続けることになった。
なお、1477年のシャルル突進公の戦死から、このアラスの和約までは、ブルゴーニュ継承戦争と総称される。
1483年、エンゲルベルト・フォン・ナッサウやジョス・ド・ラランを従え、2か月かけてユトレヒトを陥落させて反撃の狼煙を上げる。クレーフェ、アーネム（アルンヘム)、ゲルデルン、デンデルモンデを相次いで陥落させ、ついに1485年1月にはヘントの上流側に位置するアウデナールデを陥落させた。各都市の相次ぐ開城を目の当たりにして、ブルッヘは同年6月に、ヘントは同年7月にそれぞれ開城し、マクシミリアンはフランス軍や叛徒を追放した。ヘントでは約3年ぶりにフィリップと再会した。
マクシミリアンは、叛乱の首謀者を処刑し、また、ヘントには1477年の大特許状による特権を返上させた。この他、歴代のブルゴーニュ公が授与した特権も剥奪し、毅然とした態度でフランドルの市民を恭順させた。
ブリュッセルでネーデルランド議会を招集し、ブルゴーニュの統治とフィリップの保護をエンゲルベルト・フォン・ナッサウ、フィリップ・フォン・クレーフェ、宰相カロンドレの3名による特別顧問団に託し、1485年11月にブルゴーニュを後にした。同年12月、アーヘンで父帝フリードリヒ3世と再会する。

### ローマ王

#### ローマ王選出
オスマン帝国と同盟したハンガリー国王マーチャーシュ1世による侵攻を受け、帝都ウィーンを失ったフリードリヒ3世は、マクシミリアンに公の役職を確保すべく選帝侯を説得した。26歳となったマクシミリアンの、君主としての資質はドイツ諸侯の間でも高く評価されていた。
1486年2月16日、フランクフルトの聖バルトロメウス大聖堂で行われた、ボヘミア国王を除く6人の選帝侯の投票により、神聖ローマ帝国の後継者ローマ王に選出され、同年4月9日にアーヘンで戴冠式を行った。
また同年には、チロル領主ジークムント大公の下にいた妹クニグンデが、半ば騙される形で、フリードリヒ3世の意に反してバイエルン公爵アルブレヒト4世と結婚する事件が起こる。

#### 虜囚
ローマ王になったものの、マクシミリアンは東方のハンガリー問題の前に、西方のブルゴーニュ問題の解決を図らねばならなかった。
帝国諸侯の賛同を得られない場合、ローマ王は戦費を自費で賄わなければならなかった。戦争を継続していたマクシミリアンは軍事費としてネーデルラントにビール税など新しい税を課したが、この一方的な増税は、古くから封建制や中央集権化と対立し、地方自立主義を堅持するネーデルラントの州や都市には受け入れがたいものであった。また、ドイツ傭兵も素行が悪く、市民はその責任をマクシミリアンに転嫁した。
不満を抱いた市民たちを、フランスのシャルル8世とその姉の摂政アンヌ・ド・ボージューが煽動した。1488年1月、マクシミリアンは500名を従えて聖燭祭へのブルッヘ市民の招きに応じて同地を訪問した。しかし聖燭祭の前日、2月1日、外部との往来が制限され、市内はにわかに騒乱を呈する。そして翌2月2日、市民は市長ピーテル・ランシャル以下の高官の更迭をマクシミリアンに要求し、市内は暴動が起こる。マクシミリアンは許可なく市内に出ないことを宣言して、マルクと広場の一角にある屋敷に幽閉された。側近らはヘントに移送されて投獄され、うちカロンドレは処刑された。一部は、身分を隠して市外へ脱出し、マクシミリアンもフリードリヒ3世へ救いを求める手紙を出した。ヘント、ブルッヘ、イーペルを首班とする親仏派のネーデルラント諸都市はマクシミリアンをフランスへ引き渡すべく彼の身柄を拘束したものの、王の処遇に困ったまま3か月余りが経過した。
ローマ王の虜囚には、ドイツの諸侯のみならず、ローマ教皇やスペインのカトリック両王も強く反発した。同年5月にローマ王救出の帝国軍が派兵された。数か月に及ぶ無法状態によって、通商も成立できず荒廃を極める中、進軍の報を受けて、ヘントとブルッヘは「ローマ王は、ブルゴーニュ公フィリップの後見の地位を放棄し、フランスと和平を認めること」などの要求を出した。心身ともに衰弱したマクシミリアンは、この要求に署名し、5月16日に解放された。
帝国軍は諸都市への攻囲を行ったが、マクシミリアンの信任を得ていたフィリップ・フォン・クレーフェが諸都市側に寝返って善戦したため、諸都市を陥落させるには至らなかった。｢ローマ王救出」という当初の目的が達成され、駐留の意義を失った帝国軍は、同年8月頃から撤収を開始し、10月にフリードリヒ自身もネーデルラントから撤退した。この戦いで市民や商人が最も手強い相手となり、彼らと対立して窮地に追い込まれたマクシミリアンは異なる文化の統治の難しさを経験した。これ以降、彼は他の各地で商人たちを積極的に味方につける施政を執るようになった。
ザクセン公アルブレヒト（勇敢公）の活躍により最終的にクレーフェが降伏し、内戦が終結するのは1492年10月のことである。その結果、ハプスブルク家によるネーデルラントの中央集権的統治が確立された。

#### バイエルン問題
マクシミリアンは、1489年2月にネーデルランドを離れ、同年4月にドイツ南部のウルムを訪れ、妹クニグンデの婿でバイエルン公アルブレヒト4世の一件の解決を図ろうとする。
1488年2月、野心家のアルブレヒト4世に対し、シュヴァーベン地方の諸都市や領主らがシュヴァーベン同盟を結成し、翌1489年春時点では、さらに両者の関係が悪化していたのだった。そこでマクシミリアンは、4月にウルムで義弟となったアルブレヒト4世と対面し、5月には妹クニグンデと11年ぶりに再会を果たす。フリードリヒ3世が2人の結婚に今も憤慨するのに対し、マクシミリアンは容認した。またシュヴァーベン同盟各都市とも根強く対話を続け、両者の調停に成功する。こうして、ローマ王としての名声は一層高まった。
さらに、アルブレヒト4世とチロル領主ジークムント大公の間に、ジークムントが領地を抵当にアルブレヒト4世から莫大な借金をしながらも返済しないことが原因で紛争が起こっていた。マクシミリアンはシュヴァーベン同様、根気よく交渉にあたった。最終的に、1490年3月、州議会において、抵当にされたチロルおよびフォアラントがハプスブルク家に帰属するとともに、マクシミリアンがチロル伯位を借金ごと継承し、紛争は和解した
マクシミリアンはアルプスに囲まれた街インスブルックに都を置き、借金を返済のための経済改革に着手した。当時のチロルは法律も整備されず、貴族が勝手に税金を取るなど、宮廷内部の汚職や腐敗が蔓延し、ジークムント自身も放蕩の限りを尽くしていた。マクシミリアンは6年間でチロルの腐敗を一掃し、借金を返済した。その手助けをしたのが商人たちで、中でもフッガー家のヤーコプ・フッガーには銀の採掘権を与えた。引き換えに莫大な収益を上げ、そこから惜しみなく芸術へつぎ込まれた。また、チロルの鉱山から産出される豊かな資源を利用して、インスブルックに武器工場を建てた。

#### ブルターニュ問題
1490年、マクシミリアンはフランスを挟撃するため、ブルターニュ公国の継承権を持つアンヌ女公と婚約し、代理人を派遣して結婚式を挙げた。さらにハンガリーに制圧されていたオーストリア諸都市の奪回を進め、同年8月にハンガリー軍からウィーンを解放した。しかし父フリードリヒ3世の命により、対ハンガリー政策に専念せざるを得なくなり、アンヌとの正式な結婚は先送りにされた。
1491年、フランス国王シャルル8世がブルターニュへ侵攻、首都レンヌを包囲し、孤立したアンヌに結婚を迫った。同年12月6日にアンヌはシャルル8世と結婚し、1492年2月15日にローマ教皇インノケンティウス8世がシャルルとアンヌの結婚の追認とシャルルとマクシミリアンの娘マルグリットとの離婚を特赦したため、マクシミリアンはアンヌとの婚姻によるブルターニュとの同盟を断念した。マクシミリアンは娘の帰国を要求して何か月間もフランスと交渉を続けたが、マルグリットをフランスの侯爵と縁付かせ、彼女の婚資をフランスへ併合しようという目論みのため、交渉は平行線をたどった。マクシミリアンは自分と娘が世に笑い者にされた屈辱とフランスのあざとさに激怒し、開戦した。
1492年10月、ネーデルラントにおける叛乱が終結し、同地におけるハプスブルク家の統治が確立した。同年12月、マクシミリアンはマルグリットの婚資としてフランスに併合されていたブルゴーニュ自由伯領（フランシュ＝コンテ）に侵攻、翌1493年3月にはブルゴーニュ自由伯領のほぼ全域を奪還し、フランス側の譲歩を引き出すことに成功した。
1493年5月23日、サンリスの和約が締結され、マルグリットのフランスからネーデルラントへの帰国とブルゴーニュ公の遺領分割が決定された。この時からハプスブルク家とフランス王家の長きにわたる対立が決定的になった。これが解消されるのは、18世紀の「外交革命」まで待たねばならない。

### 神聖ローマ皇帝

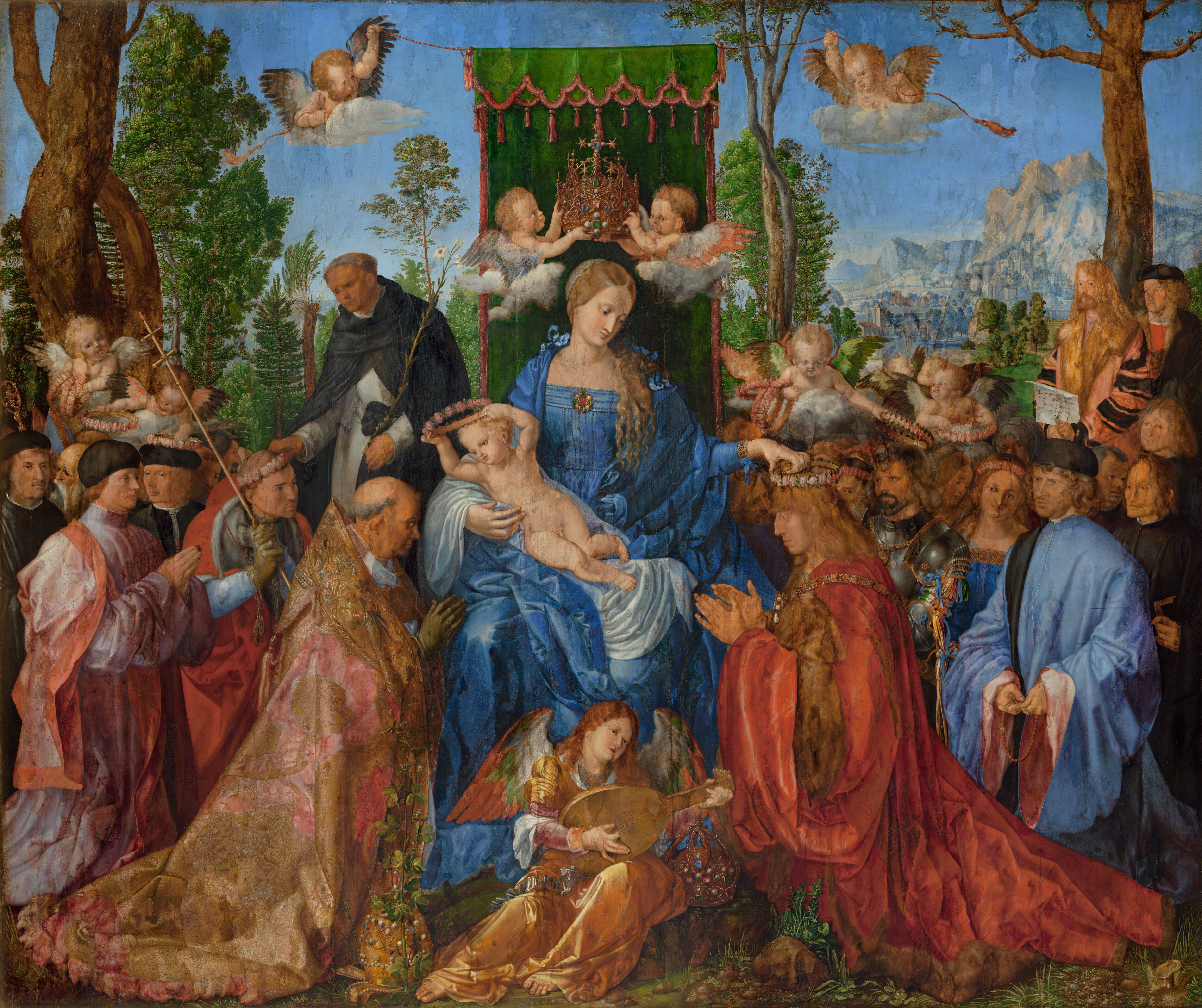
茨の冠の祝祭（アルブレヒト・デューラー画、1506年）。中央右がマクシミリアン

1493年8月、父帝の崩御に伴いマクシミリアンは神聖ローマ帝国の君主となった。大空位時代以降、ローマ王位は諸家の間を変遷していたが、これ以後はハプスブルク家による世襲が確定していく。しかし、皇帝戴冠を目指したマクシミリアンのローマ行幸はヴェネツィア共和国の反対により阻止されたため、トリエントで帝位についた。マクシミリアンはローマでの教皇による戴冠を経ずに帝位についた最初の皇帝となり、これを機にカトリックを後ろ盾とする皇帝の権威はローマと教皇から離脱することになった。彼はミラノ公国のスフォルツァ家の公女ビアンカと再婚し、ミラノを事実上の支配下に置いた。そしてイタリア進出を図ったが、そのためにフランス王シャルル8世の野心が引き起こしたイタリア戦争に巻き込まれることとなった。対仏同盟への参画を期待するスペインのフェルナンド5世（アラゴン王としてはフェルナンド2世）側から熱心に二重結婚の働きかけがあった。マクシミリアンは当初躊躇していたが、シャルル8世によるミラノ侵攻を受けると、二重結婚は直ちに約束された。
1495年、ヴォルムスにて帝国議会を召集し、イタリア戦争の戦費の援助を諸侯に要請した。皇帝の窮状を見たマインツ大司教（選帝侯）ベルトルト・フォン・ヘネベルクをはじめとする聖俗の諸侯は、帝国と皇帝権力の分離を要求し、マクシミリアン1世はこれに抵抗するも妥協を余儀なくされ、永久ラント平和令発布、帝国最高法院、帝国統治院の設置、帝国議会の整備などの内政改革が行われた。以後、神聖ローマ帝国は中央集権的ではなく領邦国家の連合としての道を歩むことになる。
1496年、フランス国王シャルル8世の動きを封じるため、2人の子フィリップ美公とマルグリットをカトリック両王の子女と二重結婚させた（後述)。
1508年、ローマでの戴冠を妨害したヴェネツィアに対し、攻撃を開始する（フリウリ戦争)。戦争は膠着したが、マルグリットによりフランス、教皇、スペインによるカンブレー同盟（対ヴェネツィア同盟）が成立した。しかしフランスがヴェネツィアとの戦いに勝利し、同盟内で突出し始めると、教皇をはじめ他の同盟国イングランドやスイスが反発し、これに対抗する動きが出た。
1511年、教皇主導の対仏同盟、神聖同盟を結成する。しかし翌年ヴェネツィアは同盟を脱退し、フランスと同盟を結ぶ。
1512年、｢ドイツ国民の神聖ローマ帝国」という言葉を使用し、神聖ローマ帝国の版図がもはやドイツ語圏およびその周辺に限られること、世界帝国の建設という目的の放棄を明確にした。
1513年、イングランド国王ヘンリー8世と連合し、ギネガテの戦いでフランスを撃破する。しかし戦況は国によって勝敗が錯綜し、同盟は最終的に瓦解した。1516年にブリュッセルで和議を締結、さらにその2年後にヴェネツィアとも和睦が成立した。
1515年、ウィーンでの会談でハンガリーとボヘミアを治めるヤギェウォ家との二重婚姻（ウィーン二重結婚）を決定し、孫フェルディナント1世に始まるハプスブルク帝国の成立を方向づけた。こうして神聖ローマ帝国が弱体化する一方で、ハプスブルク家は隆盛を極めることになった。
1519年、マクシミリアンはヴェルスで病により崩御した。インスブルックの宮廷教会内に霊廟を準備していたが、24,000グルデンの借金を理由に滞在を拒否されており、遺言により遺体は母エレオノーレが眠るヴィーナーノイシュタットの聖ゲオルク教会に埋葬された。しかし心臓だけはブルッヘの聖母教会（ノートルダム教会）にある最愛の妻マリーの墓に共に埋葬された。

## 結婚政策

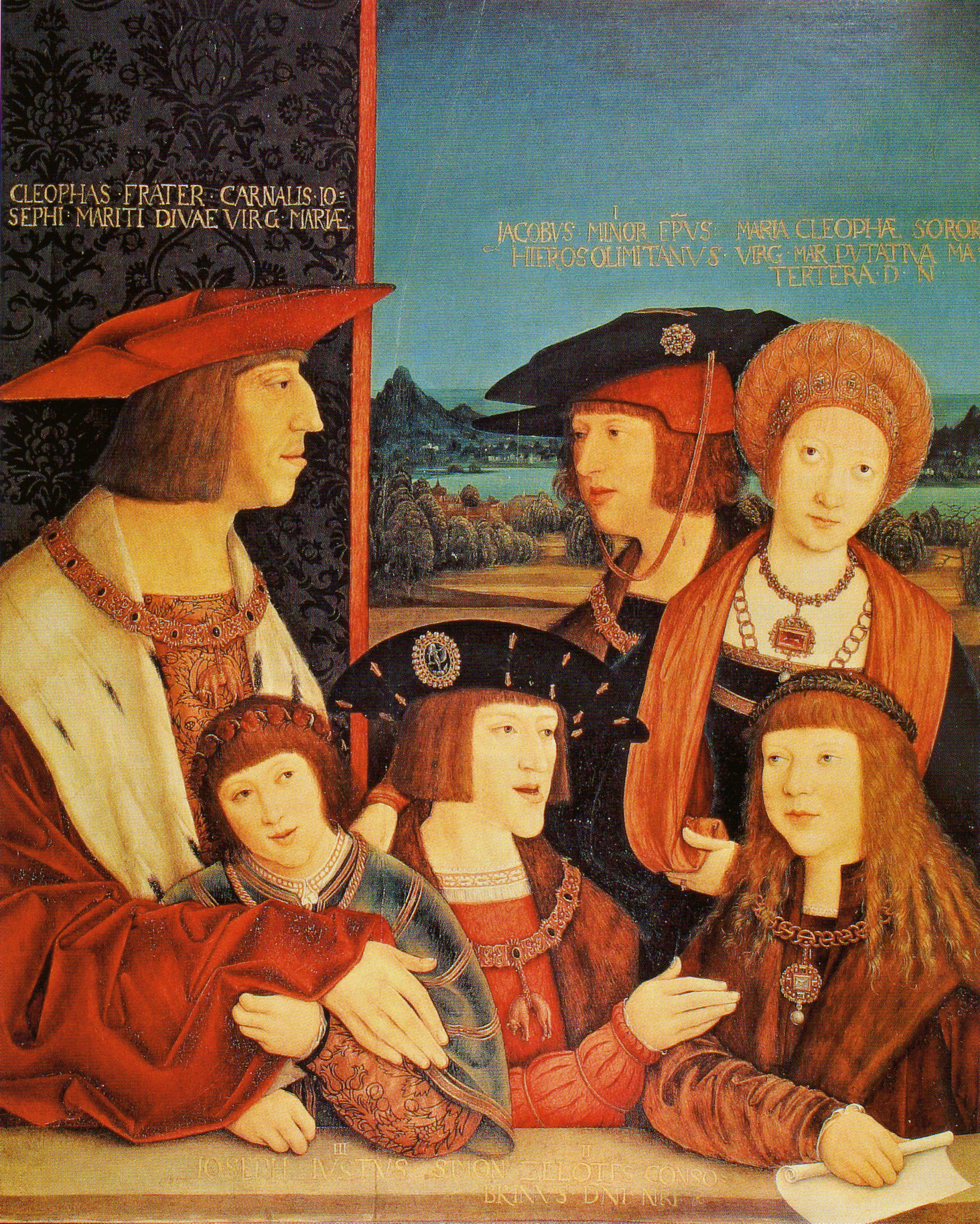
マクシミリアンと家族
後列左からマクシミリアン1世、フィリップ美公、マリー女公、前列左からフェルディナント1世、カール5世、ラヨシュ2世

「戦争は他家に任せておけ。幸いなオーストリアよ、汝は結婚せよ」の言葉が示すとおり、ハプスブルク家は婚姻により領土を拡大してきた。その最も成功した例はマクシミリアンの時代であった。
- 自身の結婚によりブルゴーニュ自由伯領、ネーデルラントを獲得した。
- 子フィリップとマルグリットをそれぞれカスティーリャ＝アラゴン王家の王女フアナとアストゥリアス公（王太子）フアンと二重結婚させた。マルグリットの夫フアンらの早世により、イベリア半島の大部分と、ナポリ王国、シチリア王国を獲得した。フィリップは早世するが、その子カールはのちにスペイン国王（カルロス1世）と神聖ローマ皇帝（カール5世）を兼ね、ハプスブルク家隆盛の基礎を築いた。スペインはアメリカ大陸を征服し、日の沈まない帝国を築いた。
- 孫フェルディナント（後の皇帝フェルディナント1世）とマリアをハンガリー・ボヘミアのヤギェウォ家の子女と結婚させた（ウィーン二重結婚)。マリアの夫ラヨシュ2世は1526年にモハーチの戦いで戦死し、この結婚を取り決めたウィーン会議（1515年）の決議に従い、ラヨシュの姉アンナの夫であるフェルディナントがハンガリーとボヘミアの王位を継承した。

## 功績
- 1498年、旅から旅への日々を過ごしていたマクシミリアンは、やがて楽団を同行させるようになり、旅先での儀式はもちろん、旅の途中でも演奏をさせた。旅の楽団のメンバーは、後に作られたウィーンの王宮礼拝堂の聖歌隊に参加させ、宮廷礼拝堂少年聖歌隊と創設したが、これがウィーン少年合唱団の前身となった。
- アルブレヒト・デューラーを庇護した。死の前年に肖像画を依頼し、デューラーはマクシミリアンの死後に『皇帝マクシミリアン1世の肖像』を完成させた。
- 1490年、領地における迅速な連絡手段の確保のため、ヤネット・デ・タシス（ドイツ語版）(独：ヤネット・フォン・タクシス）に駅伝網敷設を命じ、これが近代郵便制度の起源とされる（詳細は帝国郵便を参照)[81]。

## 人物
- 武勇に秀で、ギネガテの戦いでは自らも下馬して勇戦し、大砲を撃つのが好きだった。
- 文化や技術の面でも様々な民族から優れたものを取り込み、帝国全体に拡げていった。しかし、各民族の文化を尊重し、言語の統一はしなかった。
- ラテン語、ドイツ語、フランス語、フラマン語、スペイン語、イタリア語、英語、チェコ語、ハンガリー語、スロベニア語と、領土内の様々な言語を学び、語学力に長けていた。いくつもの言葉で書かれたマクシミリアンのサイン入りの文書が現存しており、白王伝には「王が民衆と同じ言葉で語ると、民衆はとても満足し、王に特別な愛情を抱いた」と述べている。
- 甲冑を好んだ。フリューテッドアーマーはマクシミリアン1世の命により開発された。そのためマクシミリアン甲冑（Maximillian armour）とも呼ばれている。そしてヘンリー8世にあげるために作られた兜も有名である。

## 系譜
| マクシミリアン1世 | 父: フリードリヒ3世 (神聖ローマ皇帝) | 祖父: エルンスト                   | 曽祖父: レオポルト3世 (オーストリア公)  |
| マクシミリアン1世 | 父: フリードリヒ3世 (神聖ローマ皇帝) | 祖父: エルンスト                   | 曽祖母: ヴェルデ・ヴィスコンティ        |
| マクシミリアン1世 | 父: フリードリヒ3世 (神聖ローマ皇帝) | 祖母: ツィンバルカ・マゾヴィエツカ | 曽祖父: シェモヴィト4世（マゾフシェ公） |
| マクシミリアン1世 | 父: フリードリヒ3世 (神聖ローマ皇帝) | 祖母: ツィンバルカ・マゾヴィエツカ | 曽祖母: アレクサンドラ・アルギルダイテ  |
| マクシミリアン1世 | 母: エレオノーレ                     | 祖父: ドゥアルテ1世[1]             | 曽祖父: ジョアン1世 (ポルトガル王)      |
| マクシミリアン1世 | 母: エレオノーレ                     | 祖父: ドゥアルテ1世[1]             | 曽祖母: フィリパ                        |
| マクシミリアン1世 | 母: エレオノーレ                     | 祖母: レオノール                   | 曽祖父: フェルナンド1世 (アラゴン王)    |
| マクシミリアン1世 | 母: エレオノーレ                     | 祖母: レオノール                   | 曽祖母: レオノール                      |

[1]の弟にエンリケ航海王子、妹にマリーの父方の祖母イザベルがいる。従って、マクシミリアン1世とマリーは曽祖父ポルトガル王ジョアン1世を同じくする、又従姉弟の関係である。
| マクシミリアン1世の血統（ハプスブルク家） | マクシミリアン1世の血統（ハプスブルク家） | マクシミリアン1世の血統（ハプスブルク家） | （血統表の出典）                     | （血統表の出典）                     |
| 父 ローマ皇帝フリードリヒ3世              | 父の父オーストリア公エルンスト            | オーストリア公レオポルト3世               | オーストリア公アルブレヒト2世        | オーストリア公アルブレヒト2世        |
| 父 ローマ皇帝フリードリヒ3世              | 父の父オーストリア公エルンスト            | オーストリア公レオポルト3世               | ヨハンナ・フォン・プフィルト         |                                      |
| 父 ローマ皇帝フリードリヒ3世              | 父の父オーストリア公エルンスト            | ヴェルデ・ヴィスコンティ                  | ベルナボ・ヴィスコンティ             | ベルナボ・ヴィスコンティ             |
| 父 ローマ皇帝フリードリヒ3世              | 父の父オーストリア公エルンスト            | ヴェルデ・ヴィスコンティ                  | レジーナ・デッラ・スカラ             |                                      |
| 父 ローマ皇帝フリードリヒ3世              | 父の母ツィンバルカ・マゾヴィエツカ        | マゾフシェ公シェモヴィト4世               | マゾフシェ公シェモヴィト3世          | マゾフシェ公シェモヴィト3世          |
| 父 ローマ皇帝フリードリヒ3世              | 父の母ツィンバルカ・マゾヴィエツカ        | マゾフシェ公シェモヴィト4世               | エウフェミア・オパヴスカヤ           |                                      |
| 父 ローマ皇帝フリードリヒ3世              | 父の母ツィンバルカ・マゾヴィエツカ        | アレクサンドラ・アルギルダイテ            | リトアニア大公アルギルダス           | リトアニア大公アルギルダス           |
| 父 ローマ皇帝フリードリヒ3世              | 父の母ツィンバルカ・マゾヴィエツカ        | アレクサンドラ・アルギルダイテ            | ユリヤニヤ・トヴェリスカヤ           |                                      |
| 母 エレオノーレ・フォン・ポルトゥガル     | 母の父ポルトガル王ドゥアルテ1世           | ポルトガル王ジョアン1世                   | ポルトガル王ペドロ1世                | ポルトガル王ペドロ1世                |
| 母 エレオノーレ・フォン・ポルトゥガル     | 母の父ポルトガル王ドゥアルテ1世           | ポルトガル王ジョアン1世                   | テレサ・ロレンソ                     |                                      |
| 母 エレオノーレ・フォン・ポルトゥガル     | 母の父ポルトガル王ドゥアルテ1世           | フィリッパ・オブ・ランカスター            | ランカスター公ジョン・オブ・ゴーント | ランカスター公ジョン・オブ・ゴーント |
| 母 エレオノーレ・フォン・ポルトゥガル     | 母の父ポルトガル王ドゥアルテ1世           | フィリッパ・オブ・ランカスター            | ブランシュ・オブ・ランカスター       |                                      |
| 母 エレオノーレ・フォン・ポルトゥガル     | 母の母レオノール・デ・アラゴン            | アラゴン王フェルナンド1世                 | カスティーリャ王フアン1世            | カスティーリャ王フアン1世            |
| 母 エレオノーレ・フォン・ポルトゥガル     | 母の母レオノール・デ・アラゴン            | アラゴン王フェルナンド1世                 | レオノール・デ・アラゴン             |                                      |
| 母 エレオノーレ・フォン・ポルトゥガル     | 母の母レオノール・デ・アラゴン            | レオノール・デ・アルブルケルケ            | アルブルケルケ伯サンチョ             | アルブルケルケ伯サンチョ             |
| 母 エレオノーレ・フォン・ポルトゥガル     | 母の母レオノール・デ・アラゴン            | レオノール・デ・アルブルケルケ            | ベアトリス・デ・ポルトゥガル         |                                      |

## 関連資料
- 『白王伝』（Der Weisskunig ） －　マクシミリアン1世の生涯を表した木版挿絵入り書籍。1775年刊行。ウィーン美術史美術館所蔵
- 『マクシミリアン1世の凱旋』－ 偉大さを誇示するために架空の行進を描いた、ハンス・ブルクマイアー作の連作版画。1526年発表。サンフランシスコ美術館所蔵